# Yassine Mohammed
Yassine Mohammed, né le 30 août 1985, est un joueur de futsal international français évoluant au poste de gardien de but.
Yassine est le frère de Abdessamad, aussi international de futsal, et Marwan, sociologue.

## Biographie

### Enfance et formation
Originaire de banlieue parisienne, Yassine joue au football dans son quartier. Il participe à la création d'un club de futsal.
De sa banlieue, Yassine écrit un livre avec plusieurs amis. Il s'agit d'un livre témoignage pour dire ce qu'il ressent d'une zone urbaine sensible, pour aussi parler de la « présomption de délinquance » des jeunes de banlieue.
Yassine Mohammed évolue au Vision Nova Arcueil. La saison 2010-2011 est décevante. En Championnat de France, l'équipe est reléguée au niveau régional. 
À l'été 2011, Yassine rejoint le Futsal Club béthunois encouragé par Patrick Moreau, sélectionné avec lui au championnat du monde universitaire. Ses performances en Championnat de France et les bons résultats de l'équipe lui valent d'intégrer l'équipe de France. Il est alors à la recherche d'un emploi comme juriste pour rester à Béthune. 

### Titres avec le KB et futsal universitaire (2011-2016)
En 2011, Yassine est le capitaine de l'équipe championne de France universitaire, aux côtés de son frère Abdessamad, avec l'Université Paris-I. Il est ensuite sélectionné pour participer au championnat du monde universitaire.
En août 2012, son équipe universitaire est donc qualifiée pour le championnat du monde de futsal à Braga (Portugal). Dans cette équipe représentant la France, Yassine évolue entre autres avec Sid Belhaj et Azdine Aigoun.
Pour la saison 2012-2013, le gardien international français Yassine Mohammed rejoint le Kremlin-Bicêtre United. En janvier 2013, Yassine entraîne un groupe de femmes découvrant le futsal, avec son coéquipier du KBU, Azdine Aigoun. Dès sa première saison au club, Yassine voit l'équipe être finaliste de la Coupe de France et remporter sa poule de Championnat de France, avant d'être sanctionné d'un déclassement et ne pas jouer la finale. 
En 2013, son équipe dispute le championnat d’Europe universitaire 2013 à Malaga (Espagne). Il évolue avec neuf coéquipiers du Kremlin-Bicêtre United. L’université Paris 1 termine première de son groupe et se qualifie en quart de finale contre l'Université d'York.
En 2013-2014, à la suite de l'instauration de la poule unique en Division 1, le KBU termine troisième. Le club et son gardien international remportent leur première Coupe nationale.

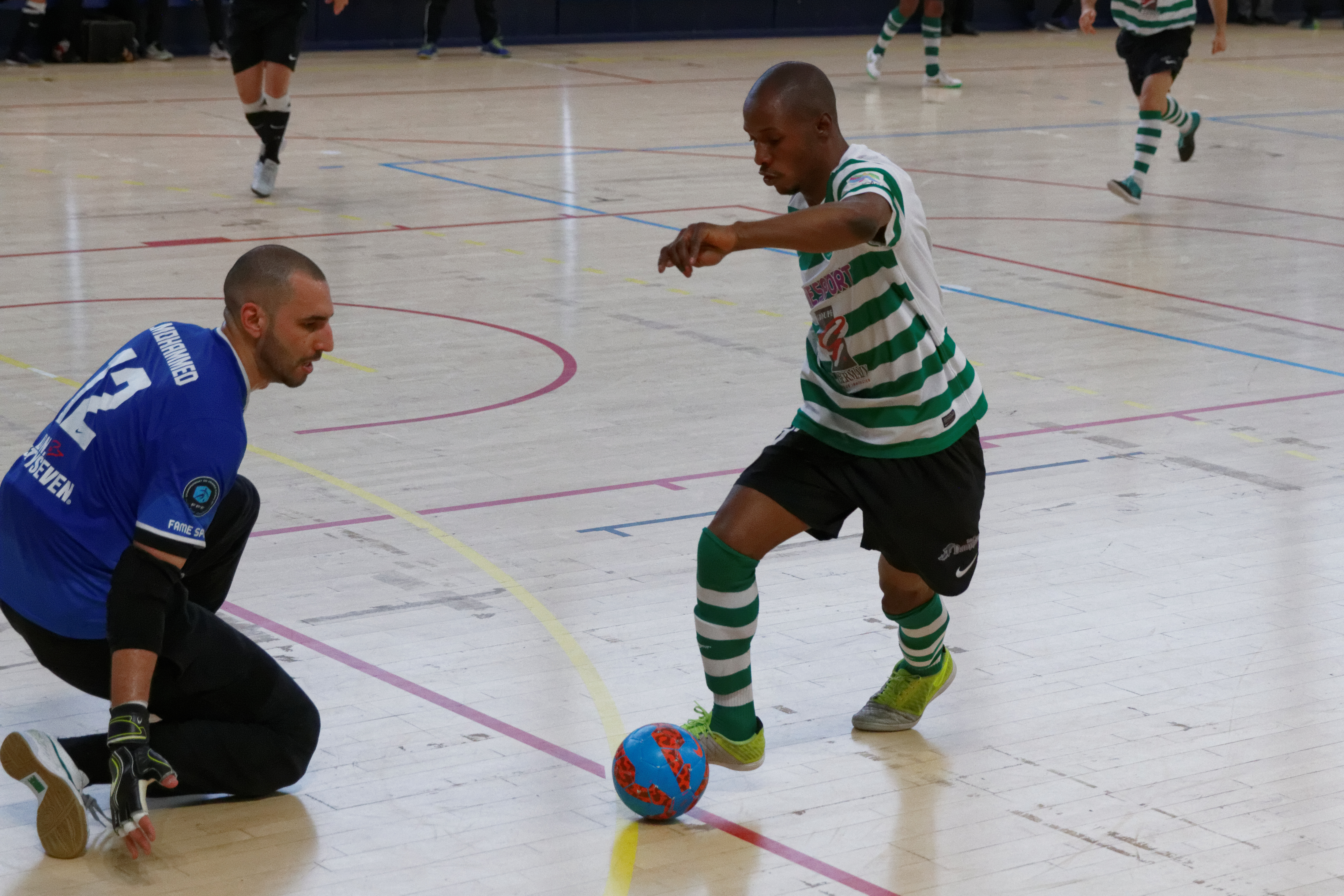
Yassine (à g.) lors de la demi-finale de D1 2014-15.

Lors de la saison 2014-2015, le KBU finit quatrième de la phase régulière de D1 et se qualifie pour la phase finale mise en place. Le club remporte le titre de champion de France.  
En mai 2015, Yassine et son équipe de Paris-I, dont son frère et Aigoun, confirment leur règne sur le futsal masculin de la Fédération française du sport universitaire en s'adjugeant facilement le titre (32 buts marqués). Yassine n'encaisse que trois buts durant le tournoi.
Sur 2015-2016, le club est donc qualifié pour la Coupe de l'UEFA (en) dont il atteint le second tour. Au niveau national, le KBU termine la première phase de première division largement en tête avec une seule défaite. Après avoir conservé son titre en Coupe de France, il bénéficie de la finale à rejouer pour la finale et remporte son second titre de champion de France.

### En équipe nationale (2011-2016)
Mi-novembre 2011, après de bonnes prestations à la suite de son arrivée au Futsal Club béthunois, Yassine Mohammed connaît sa première sélection en équipe de France de futsal contre la Pologne au Havre. Il postule à une place en décembre pour les éliminatoires du championnat du monde 2012.
À partir de la saison 2012-2013, Yassine est en concurrence avec Joévin Durot pour être le premier remplaçant de Djamel Haroun en équipe de France.
Fin 2016, Yassine est préféré à Ba El Maarouf Kerroumi, nouveau gardien arrivé dans la rotation en Bleu, pour les éliminatoires au Mondial 2016.
En 2017, Yassine n'est plus sélectionné à la suite de son arrivée à ACCES et son temps de jeu limité. Le gardien de but compte plus de vingt sélections en Bleu.

### Fin et reconversion à ACCES (depuis 2016)
En 2016, Yassine et son frère Abdessamad font le choix de quitter le KBU pour rejoindre l'ACCES Futsal Club en Division d'honneur d'Île-de-France. Lors de la saison 2017-2018, son temps de jeu à ACCES est limité à cause du nombre de joueurs mutés plafonné par match.
En mars 2017, fraîchement débarqué à Lyon pour mutation professionnelle, Yassine devient entraîneur des gardiens du Futsal Saône Mont D'Or,.
Yassine Mohammed devient directeur sportif d'ACCS qui se qualifie pour la Coupe d'Europe.

## Palmarès
Yassine Mohammed est deux fois champion de France et remporte autant de Coupes de France avec le Kremlin-Bicêtre United. Il est aussi vice-champion d’Europe universitaire, compétition durant laquelle il est élu meilleur gardien de but.
| Futsal fédéral | Futsal universitaire |
| --- | --- |
| - Ligue des champions de l'UEFA - Meilleur résultat : tour élite en 2015 (en) avec le KBU. - Championnat de France FFF (2) - Champion : 2015 et 2016 avec le KBU. - Coupe de France FFF (2) - Vainqueur : 2014 et 2016 avec le KBU et 2017 avec ACCES - Finaliste : 2013 avec le KBU. - DH Île-de-France (1) - Champion : 2017 avec ACCES. | - Championnat d'Europe universitaire - Vice-champion : 2013 avec l'Université Paris-I. - Championnat de France universitaire (1) - Champion : 2011 avec l'Université Paris-I. |

## Publication
- Pascale Égré, Les gars de Villiers, Paris, Ginkgo Editeur, coll. « Mémoire d'homme », 2011, 297 p. (ISBN 978-2-84679-097-0, lire en ligne)